# BC Twello
BC Twello (Badminton Club Twello) is een Nederlandse Badmintonclub uit Twello. BC Twello is actief in de Toon Mager-competitie, een recreantencompetitie voor niet-bondsleden.

## Geschiedenis BC Twello
BC Twello is opgericht in 1973. Begonnen als bondslid met een jeugdafdeling. Vanaf de jaren 1990 is landelijk de animo voor de badmintonsport tanende waardoor de jeugdafdeling het veld heeft moeten ruimen. Sinds jaar en dag wordt gespeeld in sporthal de Jachtlust in Twello (Jachtlustplein nr 1). In de sporthal zijn 9 velden beschikbaar waarvan 6 dubbelbanen. Dit is voldoende voor maximaal 75 leden. Het ledenbestand bedroeg in 2012 45 en is stabiel. 